# محمد يسري إبراهيم
د. محمد يسري إبراهيم، أمين عام الهيئة الشرعية للحقوق والإصلاح ووكيل جامعة المدينة العالمية
.
حاصل على الدكتوراه في الهندسة الكيميائية، والدكتوراه في الشريعة الإسلامية. ولد في القاهرة في 1 جمادى الأولى 1386 هـ / 15 سبتمبر 1966م.

## دراسته العلمية
حصل الدكتور محمد يسري إبراهيم على البكالوريوس في الهندسة الكيميائية بتقدير جيد جداً من جامعة المنيا عام 1988م، ثم على الماجستير في الهندسة بتقدير ممتاز من نفس الجامعة عام 1993. حصل على الدكتوراه في الهندسة بتقدير ممتاز من جامعة القاهرة عام 1998م.
كما حصل على الإجازة العالية (البكالوريوس) في الشريعة الإسلامية بتقدير ممتاز مع مرتبة الشرف من جامعة الأزهر عام 1997م. ثم درجة التخصص (الماجستير) في الشريعة الإسلامية بتقدير ممتاز مع مرتبة الشرف، والتوصية بالطبع والتبادل بين الجامعات، وذلك من جامعة الأزهر عام 2003م، عن دراسة بعنوان: «الجناية العمد للطبيب على الأعضاء البشرية بالجراحة الطبية». حصل على الدكتوراه في الشريعة الإسلامية بعنوان «النوازل الفقهية للأقليات المسلمة، تأصيلاً وتطبيقاً» في جامعة الأزهر. يتقدير امتياز مع التوصية بالطبع والتبادل بين الجامعات 2011م.

## الوظائف العلمية
- دكتور باحث بالمركز القومي للبحوث في وزارة البحث العلمي بالقاهرة
- وكيل جامعة المدينة العالمية- ماليزيا
- رئيس مجلس إدارة مركز فجر لتعليم اللغة العربية لغير الناطقين بها، وزارة التربية والتعليم - القاهرة
- رئيس مركز البحوث وتطوير المناهج في الجامعة الأمريكية المفتوحة، القاهرة
- رئيس الشئون الأكاديمية بالجامعة الأمريكية المفتوحة، القاهرة
- عضو مجلس أمناء الجامعة الأمريكية المفتوحة، واشنطن
- نائب رئيس الجامعة الأمريكية المفتوحة، القاهرة
- رئيس مجلس إدارة معهد تاجان الأزهري الخاص لغات، القاهرة
- باحث مشارك مجمع الفقه الإسلامي، جدة
- عضو مؤسس الهيئة العالمية للتعريف بالإسلام، رابطة العالم الإسلامي
- عضو مجلس إدارة مركز قطر الثقافي الإسلامي، بالقاهرة
- عضو مجلس أمناء ورئيس اللجنة العلمية منظمة النصرة العالمية، الكويت
- عضو مجلس أمناء الهيئة العليا لرابطة علماء المسلمين،
- مستشار شرعي شركة حرف، وشركة وثيقة للترجمة، القاهرة
- أمين عام الهيئة الشرعية للحقوق والإصلاح،
- رئيس مجلس إدارة دار اليسر للبحوث العلمية والترجمة، القاهرة
- رئيس مجلس إدارة دار اليسر للنشر والتوزيع، القاهرة

## مؤلفاته
من مؤلفات الشيخ

### في العقيدة
1. طريق الهداية - مبادئ ومقدمات علم التوحيد عند أهل السنة والجماعة، دار اليسر
2. المبتدعة وموقف أهل السنة والجماعة منهم، دار اليسر
3. متن درة البيان في أصول الإيمان، دار اليسر
4. فتاوى كبار علماء الأزهر الشريف حول الأضرحة والقبور والموالد والنذور، (تأليف مشترك)، 112 صفحة، دار اليسر، ط5، 1431 هـ/2010م
5. فتاوى كبار علماء الأزهر الشريف حول الشيعة، (تأليف مشترك)، دار اليسر
6. فتاوى كبار علماء الأزهر الشريف حول البهائية والقاديانية، (تأليف مشترك)، دار اليسر
7. البدعة أسبابها ومضارها، للشيخ أحمد محمد شلتوت، عناية وتعليق
8. القواعد النافعة في تمييز البدع الواقعة، دار اليسر
9. بيان للناس من الأزهر الشريف حول بغض الفرق المنحرفة،

### في الفقه وأصوله
1. الإحكام في قواعد الحكم على الآثام، دار اليسر
2. الفتوى المعاصرة ما لها وما عليها، دار اليسر
3. أوضح العبارات في شرح المحلى مع الورقات، دار اليسر
4. فتاوى كبار علماء الأزهر الشريف حول ربا البنوك والمصارف، (تأليف مشترك)، 130 صفحة، دار اليسر، ط1، 1430 هـ/2009م
5. فتاوى كبار علماء الأزهر الشريف حول ختان الإناث، (تأليف مشترك)، 90 صفحة، دار اليسر، ط1، 1431 هـ/2010م
6. فتاوى كبار علماء الأزهر الشريف حول النقاب، (تأليف مشترك)، 80 صفحة، دار اليسر، ط4، 1431 هـ/2010م
7. فقه العبادات والمعاملات للحنابلة،
8. فقه العبادات والمعاملات للشافعية،
9. فقه النوازل (تأليف مشترك)،
10. ميثاق الإفتاء المعاصر، دار اليسر

### في الحديث
1. الجامع في شرح الأربعين النووية، دار اليسر،
2. الإحكام في قواعد الحكم على الأنام،
3. فتح الباري على مختصر البخاري حاشية على التجريد الصريح للزبيدي، دار اليسر،
4. التسديد شرح حديث النزول للحافظ ابن عبد البر،
5. صلاح البرية شرح حديث النية، دار اليسر، ط1، 1432 هـ/ 2011م، 128 ص

### بحوث وكتب أخرى
1. الجامع المبين عن غرر الأربعين، 3 مجلدات،
2. الجناية العمد للطبيب على الأعضاء البشرية في الفقه الإسلامي (رسالة ماجستير)، 845 ص، دار اليسر، ط2، 2006م
3. التطاول الغربي على الثوابت الإسلامية، دار اليسر،
4. التجديد في عرض السيرة النبوية: مقاصده وضوابطه، دار اليسر،
5. الفضائيات الإسلامية: رؤية نقدية، دار اليسر،
6. تاريخ التشريع (تأليف مشترك)،
7. مبادئ علم أصول الدعوة (دراسة تأصيلية)، 114 ص، دار اليسر، ط2، 2005م
8. معالم في أصول الدعوة، دار اليسر، 106 ص،
9. ولتستبين سبيل المجرمين،

## روابط خارجية
- صفحة الدكتور محمد يسري إبراهيم  على فيسبوك.على فيسبوك
- صفحة الدكتور محمد يسري إبراهيم على تويتر
- صفحته على موقع طريق الإسلام